# Jan Kuiler

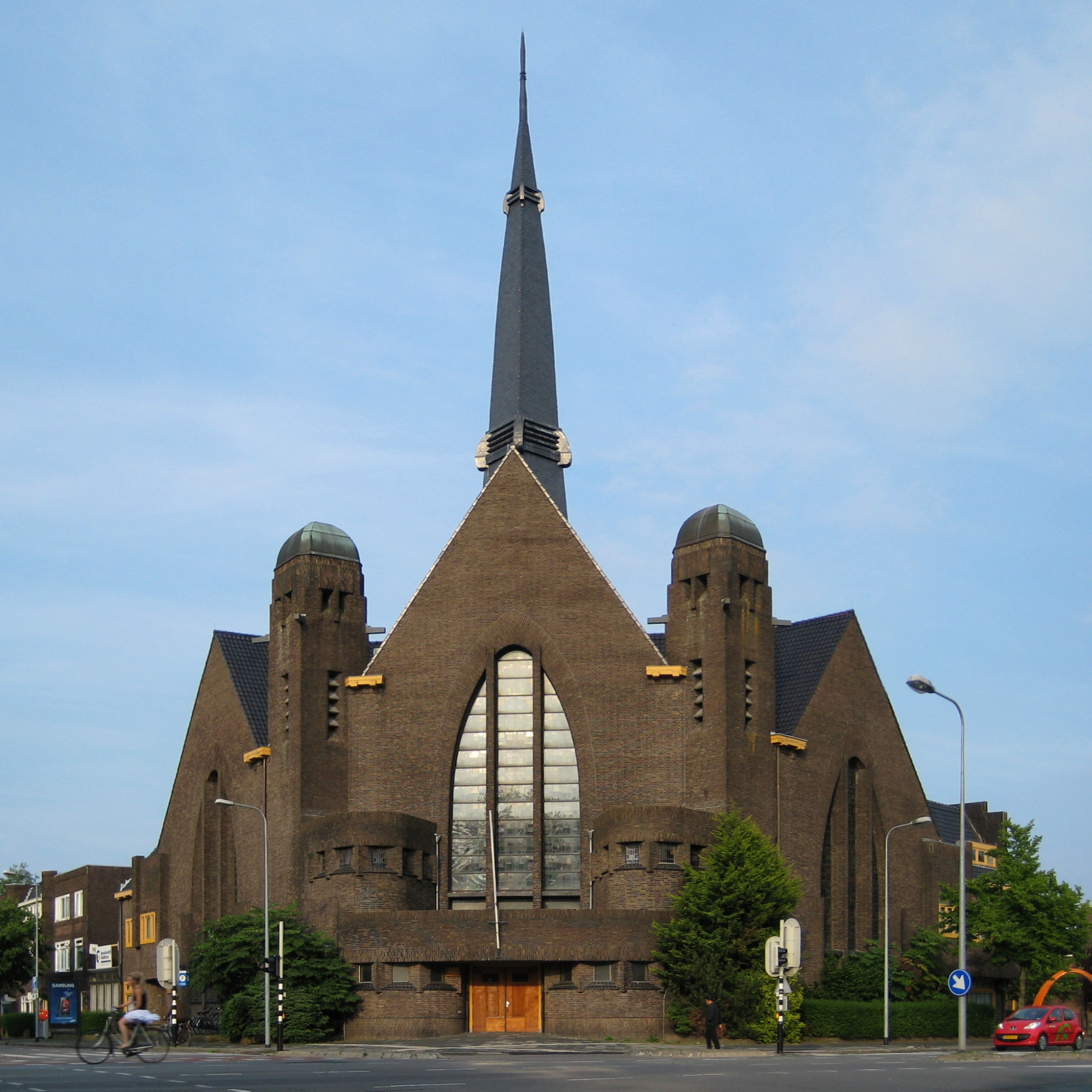
Die Oosterkerk in Groningen

Jan Kuiler (* 22. März 1883 in Utrecht; † 2. August 1952 in Amsterdam) war ein niederländischer Architekt. 
Kuiler war vor allem gemeinsam mit seinem Kollegen Lucas Drewes, mit dem er jahrelang in Groningen ein Architekturbüro betrieb, im Norden des Landes aktiv. Zusammen entwarfen sie eine große Anzahl an Villen, Häusern, Fabriken und Kirchen, darunter die Oosterkerk in Groningen. Viele von Kuilers und Drewes' entworfenen Gebäuden stehen heute unter nationalem Denkmalschutz (Rijksmonument).